# Palau Contarini Michiel
El Palau Contarini Michiel és un edifici civil venecià, situat al barri de Dorsoduro i amb vistes al Gran Canal entre Ca' Rezzonico i el Palauet Stern.

## Història
Construït per la família Contarini i després passat a la família Michiel sense que es conegui la data ni el motiu d'aquest canvi de propietat, probablement estava composta inicialment per dos edificis separats. Els dos edificis es van unificar al segle XVIII (probablement per Teresa Corner Duodo); la mansió va passar més tard a ser propietat primer de la família Donà i després de l'escultor Valentino Besarel. Aquest últim va supervisar personalment una restauració meticulosa. La propietat va ser completament renovada el 2009.

## Arquitectura
La façana principal, que dona al Gran Canal, sembla estar composta per dues façanes visiblement separades sense continuïtat arquitectònica, excepte per referències estilístiques lligades, per exemple, a la perforació. Els elements més destacables de la composició heterogènia són sens dubte les dues finestres polífores, gairebé en contacte: el cos esquerre té una finestra trifàlica desplaçada a la dreta, l'inferior de la dreta té una finestra quadrifàlica desplaçada a l'esquerra. A la part posterior hi ha un gran jardí privat. L'interior de l'edifici esquerre està decorat amb estuc d'estil neorococó, que data del segle XX, l'autor del qual és desconegut.